# فریدریش (رمان)
فریدریک (به آلمانی: Friedrich) رمان نوشته شده توسط هانس پیتر ریکتر رمان‌نویس آلمانی در سال ۱۹۶۱ میلادی است.
این کتاب مربوط به دو پسر بچه به نام‌های فردریک (شخصیت اول داستان) و نارایتور (Narrator)و خانواده‌های آن‌ها می‌باشد. فریدریک یک پسر بچه یهودی آلمانی است که در زمان به قدرت رسیدن آدولف هیتلر پیشوای آلمان نازی در جنگ جهانی دوم زندگی می‌کرده‌است. موضوع اصلی این کتاب خشونت‌های هیتلر علیه بشریت است همچنین در این رمان از خیانت های قوم یهود به مردم آلمان گفته شده است